# USS J. William Middendorf (DDG-138)
«Дж. Вільям Міддендорф» (англ. USS J. William Middendorf (DDG-138) - ескадрений міноносець КРО типу «Арлі Берк» ВМС США, серії III. 

## Історія створення
Ескадрений міноносець «Дж. Вільям Міддендорф» був замовлений 27 вересня 2018 року. Це 88-й корабель даного типу.
Свою назву отримав на честь міністра військово-морських сил США та дипломата Джона Вільяма Міддендорфа. Про присвоєння назви кораблю було оголошено 10 червня 2022 року.